# Вербеновое масло
Вербеновое масло — эфирное масло, получаемое водной перегонкой листьев лимонной вербены (Lippia citriodora или Aloýsia citrodóra), известной также как липпия лимонная и алоизия трёхлистная, культивируемой в основном в сельскохозяйственных регионах Европы с мягким тёплым климатом. 
Выход вербенового масла из зелёной массы вербены составляет от 0,07 до 0,7% (в зависимости от соотношения в сырье листьев и стеблей). Удельный вес масла = 0,894—0,919.
Основными компонентами вербенового масла являются цитраль (30—74%), лимонен, нерол, гераниол, цитронеллол, вербенон, метилгептенон и сесквитерпены. Масло имеет коричневый оттенок. 
Вербеновое масло применяется в парфюмерии, косметологии, народной медицине и пищевой промышленности (благодаря выраженному лимонному запаху).
Аффилированные источники (например сайты производителей и продавцов вербенового масла) называют его «маслом любви» — афродизиаком повышающим либидо (прежде всего женское) и обещают новые эмоции при занятиях сексом. Кроме того ему приписывают спазмолитическое, противовоспалительное, тонизирующее, противовирусное, регенерирующее действие при местном применении. В ароматерапии его рекомендуют для лечения дыхательной, нервной и сердечно-сосудистой систем и средством от «морской болезни». 
В косметологии его советуют как средство против морщин и целлюлита. Его также предлагают использовать в качестве природного средства от насекомых и ароматизатора воздуха. Из всего сказанного выше в этом абзаце доподлинно известно только то, что заинтересованные стороны действительно продвигают такую информацию, но ни в одном серьёзном медицинском издании все эти свойства вербенового масла не подтверждаются, поэтому следует обратиться к врачу, а не пытаться самостоятельно лечить описанные проблемы с помощью масла вербены (впрочем, как и любого другого масла, экстракта или выжимки не одобренные врачом; потерянное время может привести к печальному результату). Возможно вербеновое масло и способно дать положительный эффект вместе с назначенными доктором лекарствами, но точно не вместо них.